# René Malaise
René Edmond Malaise (* 29. September 1892 in Stockholm; † 1. Juli 1978 in Simpnäs (Insel Björkö im Stockholmer Schärengarten)) war ein schwedischer Entomologe und Reiseschriftsteller.

## Malaise als Wissenschaftler
Seine erste Expedition führte ihn in der Zeit von 1920 bis 1922 nach Kamtschatka. Er wurde von Sten Bergman und Eric Hultén begleitet, muss sich aber unterwegs zeitweise von diesen getrennt haben und gelangte schließlich allein nach Kamakura in Japan, wo er am 1. September 1923 das große Kantō-Erdbeben miterlebte. Von 1924 bis 1930 hielt er sich wieder in Kamtschatka auf, zeitweise lebte er dort offenbar von Zobel-Zucht. Von 1925 bis 1929 war er mit der Journalistin Ester Blenda Nordström verheiratet. 1933 heiratete er die Biologie- und Religionslehrerin Ebba Söderhell, die ihn auf seiner nächsten Expedition, welche nach Burma führte, begleitete. Ebba, nach der er eine Insektenart benannte, sammelte auf dieser Reise zahlreiche Kunst- und Alltagsgegenstände, bis hin zu einem Kanu. Ihre Sammlung wurde später von Ethnologen sehr geschätzt. Auf dieser Reise ließ Malaise auch die fünf Prototypen der von ihm erfundenen Malaise-Falle nähen. Mit ihrer Hilfe sammelte er mehr als 100.000 Insekten. Auch zahlreiche konservierte Süßwasserfische brachte das Paar von der Expedition heim. Die Zeit des Zweiten Weltkrieges verbrachte er zurückgezogen in Schweden.
Von 1953 bis 1958 stand Malaise der entomologischen Abteilung des schwedischen Naturhistorischen Reichsmuseums in Stockholm vor. Von den frühen 1950er Jahren an schrieb er auch eine Reihe von Abhandlungen zum Thema Atlantis. Darin lehnte er u. a. Alfred Wegeners Theorie der Plattentektonik ab und zeigte sich als Verfechter der Vorstellungen des Malakologen und Paläozoologen Nils Hjalmar Odhner, welcher die Auffassung vertrat, dass die zirkumatlantische Verbreitung von Pflanzen- und Tierarten durch vormals im Atlantik befindliche Landbrücken vorangetrieben worden sei. Diese Publikationen Malaises stießen bei Fachwissenschaftlern weitgehend auf Ablehnung.

## Kunstsammlung
Malaise war außerdem Kunstsammler. Er veröffentlichte regelmäßig in einer Sammlerzeitschrift Aufsätze über seine neuesten Ankäufe, aus denen hervorgeht, dass er jeweils glaubte, ein Original erworben zu haben. Am Tag vor seiner Beerdigung wurden fünf Gemälde aus seinem Wohnhaus gestohlen; ein sechstes, das er Michelangelo zugeschrieben hatte, ist auf ungeklärte Weise verschwunden. Im Jahr 2004 tauchte auf einer Kunstauktion eines der gestohlenen Gemälde – eine Kopie einer Rembrandt-Fälschung – wieder auf. Einen Katalog der Kunstwerke, die Malaise zusammengetragen und der Universität Umeå vererbt hat, erstellte der Kunsthistoriker Hans Dackenberg.

## Malaise in der Literatur
Sein Leben wird in Fredrik Sjöbergs Erzählung Die Fliegenfalle thematisiert.